# Винова апроксимација
Винова апроксимација (позната и под називима Винов закон или Винова расподела, по физичару Вилхелму Вину) је закон класичне физике који описује расподелу енергије електромагнетног зрачења апсолутно црног тела у лимесу кратких таласних дужина. Винова апроксимација се добија као класични лимес Планковог закона зрачења за мале вредности таласних дужина тј. мале вредности фреквенција.
Винова апроксимација има облик:
{\displaystyle B_{\nu }(T)={\frac {2h\nu ^{3}/c^{2}}{e^{\frac {h\nu }{kT}}}}}

## Извођење
Планков закон зрачења у функцији фреквенције ν гласи:
{\displaystyle B_{\nu }(T)={\frac {2h\nu ^{3}/c^{2}}{e^{\frac {h\nu }{kT}}-1}}}
где је Т температура, c брзина светлости у вакууму, k Болцманова константа и h Планкова константа.
У лимесу високих фреквенција је експоненцијални члан у имениоцу доминантан у односу на јединицу, па се она може занемарити, чиме се добија следећа расподела:
{\displaystyle B_{\nu }(T)={\frac {2h\nu ^{3}/c^{2}}{e^{\frac {h\nu }{kT}}}}}
што је заправо Винова апроксимација.
У функцији таласне дужине, она гласи:
{\displaystyle B_{\lambda }(T)={\frac {2hc^{2}}{\lambda ^{5}}}e^{-{\frac {hc}{\lambda kT}}}}
Дакле, по Виновој апроксимацији, енергија зрачења апсолутно црног тела после максимума врло брзо опада са порастом фреквенције. Овај закон добро описује понашање зрачења малих таласних дужина али не и великих.